# Stella Levitt
Stella A. Levitt (* 24. Mai 1930 in Los Angeles) ist eine US-amerikanische Jazzsängerin.
Stella Levitt, die zu Beginn ihrer Karriere mit Lionel Hampton auf Tournee ging, war die Ehefrau des Schlagzeugers Al Levitt. 1968 entstand das gemeinsame Album We Are the Levitts für ESP-Disk, auf dem neben Gastmusikern wie  Chick Corea, Ronnie Cuber und Teddy Kotick u. a. auch ihr 13-jähriger Sohn Sean als Gitarrist zu hören ist. Ab 1975 lebte das Paar, das sieben Kinder hatte, in Paris und trat auf verschiedenen Festivals auf.
Al Levitt produzierte auch ihr in Frankreich 1980 aufgenommenes Album Stella Levitt für Polydor, an dem auch Jacques Pelzer, Riccardo Del Fra und Dennis Luxion mitwirkten. In den 1980er Jahren entstanden in Belgien Aufnahmen mit Jean-Pierre Gabler, Michel Herr und Freddie Deronde. 1988 nahmen Al und Stella Levitt das Album Dearly Beloved auf. Sie ist in den 1990er Jahren auf einem Album ihres Sohnes Sean Levitt zu hören, bei dem John Betsch, Alain Jean-Marie und Gilles Naturel mitwirkten.